# Alé BTC Ljubljana/Saison 2021
Dieser Artikel beschreibt die Mannschaft und die Siege des Radsportteams Alé BTC Ljubljana in der Saison 2021.

## Mannschaft
| Teamkader 2021          | Teamkader 2021     | Teamkader 2021         | Teamkader 2021                        |
| Name                    | Geburtsdatum       | Land                   | Vorheriges Team                       |
| ----------------------- | ------------------ | ---------------------- | ------------------------------------- |
| Marta Bastianelli       | 30. April 1987     | Italien                | Virtu Cycling Women (2019)            |
| Maaike Boogaard         | 24. August 1998    | Niederlande            | BTC City Ljubljana (2019)             |
| Eugenia Bujak           | 25. Juni 1989      | Slowenien              | BTC City Ljubljana (2019)             |
| Anastasia Chursina      | 7. April 1995      | Russland               | BTC City Ljubljana (2019)             |
| Mavi García             | 2. Januar 1984     | Spanien                | Movistar Team (2019)                  |
| Tatiana Guderzo         | 22. August 1984    | Italien                | Bepink (2019)                         |
| Alessia Patuelli        | 22. Dezember 2002  | Italien                |                                       |
| Urška Pintar            | 3. Oktober 1985    | Slowenien              | BTC City Ljubljana (2019)             |
| Marlen Reusser          | 20. September 1991 | Schweiz                | Équipe Paule Ka (2020)                |
| Laura Tomasi            | 1. Juli 1999       | Italien                | Top Girls Fassa Bortolo (2020)        |
| Anna Trevisi            | 8. Mai 1992        | Italien                | Inpa Sottoli Bianchi Giusfredi (2015) |
| Sophie Wright           | 15. März 1999      | Vereinigtes Königreich | Équipe Paule Ka (2020)                |
|                         |                    |                        |                                       |
| Quelle: ProCyclingStats |                    |                        |                                       |

## Siege
| Siege    | Siege                                                       | Siege                  | Siege  | Siege              | Siege |
| Datum    | Rennen                                                      | Staat                  | Klasse | Siegerin           |       |
| -------- | ----------------------------------------------------------- | ---------------------- | ------ | ------------------ | ----- |
| 21. Mai  | Vuelta a Burgos Féminas, 2. Etappe                          | Spanien                | 2.WWT  | Anastasia Chursina |       |
| 6. Jun.  | Tour de Suisse Women, 2. Etappe                             | Schweiz                | 2.1    | Marta Bastianelli  |       |
| 16. Jun. | Schweizer Meisterschaften, Einzelzeitfahren der Frauen      | Schweiz                | CN     | Marlen Reusser     |       |
| 17. Jun. | Slowenische Meisterschaften, Einzelzeitfahren der Frauen    | Slowenien              | CN     | Eugenia Bujak      |       |
| 18. Jun. | Spanische Meisterschaften, Einzelzeitfahren der Frauen      | Spanien                | CN     | Mavi García        |       |
| 19. Jun. | Spanische Meisterschaften, Straßenrennen der Frauen         | Spanien                | CN     | Mavi García        |       |
| 20. Jun. | Schweizer Meisterschaften, Straßenrennen der Frauen         | Schweiz                | CN     | Marlen Reusser     |       |
| 4. Jul.  | Grand Prix Kahramanmaras                                    | Türkei                 | 1.2    | Anastasia Chursina |       |
| 14. Aug. | La Périgord Ladies                                          | Frankreich             | 1.2    | Marta Bastianelli  |       |
| 26. Aug. | Simac Ladies Tour, 2. Etappe                                | Niederlande            | 2.WWT  | Marlen Reusser     |       |
| 2. Sep.  | Madrid Challenge by La Vuelta, 1. Etappe                    | Spanien                | 2.WWT  | Marlen Reusser     |       |
| 9. Sep.  | European Road Cycling Championships - Women ITT             | Italien                | CC     | Marlen Reusser     |       |
| 12. Sep. | Tour Cycliste Féminin International de l’Ardèche, 5. Etappe | Frankreich             | 2.1    | Marta Bastianelli  |       |
| 2. Okt.  | Giro dell’Emilia Donne                                      | Italien                | 1.Pro  | Mavi García        |       |
| 4. Okt.  | The Women’s Tour, 1. Etappe                                 | Vereinigtes Königreich | 2.WWT  | Marta Bastianelli  |       |
| 17. Okt. | Chrono des Nations                                          | Frankreich             | 1.1    | Marlen Reusser     |       |